# Egon Schiele (film 2016)
Egon Schiele (titolo originale: Egon Schiele: Tod und Mädchen) è un film del 2016 diretto da Dieter Berner. Si tratta di un film biografico sulla vita del pittore austriaco Egon Schiele. Il film è uscito nelle sale italiane nel 2017, distribuito dalla Draka Distribution di Corrado Azzollini.

## Trama
Agli inizi del XX secolo, Egon Schiele è tra gli artisti più provocatori e controversi di Vienna. La sua arte è ispirata da donne bellissime e da un'epoca che sta volgendo al termine. Due donne in particolare condizioneranno davvero la sua vita e la sua espressione artistica: sua sorella e sua prima musa, Gerti, e la diciassettenne Wally, probabilmente l'unico vero amore di Schiele, immortalata nel suo famoso dipinto La donna e la morte.
Mentre i dipinti di Schiele creano scandalo nella società di Vienna, collezionisti lungimiranti e artisti già acclamati come Gustav Klimt iniziano a riconoscere l'eccezionale valore della provocatoria e tormentata arte del giovane. Schiele sceglierà di tuffarsi nel dolore del suo disagio esistenziale, facendone la sua cifra stilistica, scegliendo di sacrificare alla sua arte l'amore e la vita.